# Susanne Hinkelbein
Susanne Hinkelbein (* 1953 in Stuttgart) ist eine deutsche Komponistin.

## Leben
Nach einem Klavierstudium bei Paul Buck an der Hochschule für Musik und Darstellende Kunst Stuttgart studierte Susanne Hinkelbein Germanistik, Psychologie und Philosophie. Gleichzeitig komponierte sie im Auftrag verschiedener Chöre und Theaterhäuser Bühnenmusiken.
Von 1980 bis 1984 war sie musikalische Leiterin am Landestheater Tübingen, von 1985 bis 1990 musikalische Leiterin am Schauspiel Köln. Seit 1990 arbeitet sie als freie Komponistin und Autorin. Neben vielen Bühnenmusiken und anderen Auftragskompositionen entstanden Opern, zahlreiche Chorwerke, ungefähr 200 Lieder, Filmmusiken, Hörspiele, Melodramen, Theaterstücke und musikalische Installationen im öffentlichen Raum. Sie gründete zusammen mit Ulrike Böhme das Kunst- und Kultur-Festival inter!m, das an wechselnden Orten auf der Schwäbischen Alb stattfindet. Im Team mit Böhme kuratierte sie auch die ersten beiden Festivals 2013 im Alten Lager bei Münsingen und 2017 in der Region Heidengraben bei Grabenstetten, Erkenbrechtsweiler und Hülben.

## Preise und Ehrungen
- 2002 und 2005 Landespreis für Volkstheaterstücke
- 2015 Ludwig-Uhland-Preis

## Werke

### Opern und Singspiele (Auswahl)
- Die Oper vom großen Hohngelächter (Text: Dario Fo); Uraufführung Tübingen 1983
- Der Weltuntergang (Singspiel; Text: Jura Soyfer); Uraufführung Esslingen 1987
- Der Bunte Hund, das Schwarze Schaf und der Angsthase (Oper für Kinder nach einer Erzählung von Irina Korschunow; Libretto: Veronika Hinkelbein); Uraufführung Basel 1990
- Faust III (Oper für Schauspieler; Libretto nach Friedrich Theodor Vischer); Uraufführung Tübingen 1992
- NZZ Woche 26 (eine Minizeitungsoper; Text: NZZ); Zürich 1993
- Woche 10 – Eine Zeitungsoper in 7 Bildern (Text: Südwest Presse/Schwäbisches Tagblatt); Uraufführung Tübingen 1994
- Love Acts (Revue; Text: Hubert Habig); Uraufführung Heidelberg 1998
- Nachtbuch Zürich (Oper für Schauspieler; Text: Susanne Hinkelbein); Uraufführung Zürich 1998
- Stadtoper Esslingen (Oper für Flaneure; Text: Susanne Hinkelbein); Uraufführung Esslingen 2007
- Stadtoper Reutlingen (Text: Susanne Hinkelbein); Uraufführung Reutlingen 3. Juli 2009

### Bühnenmusiken
- Ca. 80 Bühnenmusiken für Theaterhäuser in Tübingen, Köln, Basel, Esslingen, Ulm, Wuppertal, Kiel, Zürich, Wiesbaden, Melchingen (Theater Lindenhof), Stuttgart, Düsseldorf, Gießen, Rostock, Bonn, Hamburg, Rottenburg, Herxheim, Bochum, Heidelberg, Nürtingen, Karlsruhe u. a.

### Filmmusiken (Auswahl)
- Das Pfandhaus (von und mit Charlie Chaplin; Filmmusik für Symphonieorchester) 1991
- Easy Street (von und mit Charlie Chaplin; Filmmusik für Klavier solo) 1991
- Traumstreuner (von Erwin Michelberger) 1994
- Der Sonderling (von und mit Karl Valentin; Filmmusik für Klavier solo) 2006
- Nosferatu (von Friedrich Wilhelm Murnau; Filmmusik für Klavier und Harmonium) 2006

### Chorwerke (Auswahl)
- Die Sage vom großen Krebs (Text: Walter Mehring; für gemischten Chor und Klavier; 1982)
- Nasal (Text: Ernst Jandl; für gemischten Chor a cappella; 2006)

Lateinamerika-Zyklus
- Cortes (Text: Pablo Neruda; für gemischten Chor, Bariton-Solo und Instrumentalensemble; 1978)
- Economia de Tahuantinsuyu (Text: Ernesto Cardenal; für gemischten Chor, Alt-Solo und Instrumentalensemble; 1979)
- Los Dictadores (Text: Pablo Neruda; für gemischten Chor, Alt-Solo und Instrumentalensemble; 1980)
- Promulgacion de la La ley del Embudo (Text: Pablo Neruda; für gemischten Chor, Tenor-Solo und Instrumentalensemble; 1980)
- Manana, hijo mio (Text: Edwin Castro; für gemischten Chor und Klavier 4-händig; 1981)

Zeitungszyklus
- Wochenstücke – 52 Kompositionen über Zeitungstexte aus dem Jahr 1993; für gemischten Chor, Soli und Instrumentalensemble; 1993

Hölderlin-Zyklus
- Der Neckar (für 4-stimmigen Männerchor und Akkordeonorchester; 1993)
- Schwabens Mägdelein (für 4-stimmigen Männerchor a cappella; 1993)
- Lied der Freundschaft (für 4-stimmigen Männerchor a cappella; 2002)
- An eine Rose (für 3-stimmigen Frauenchor a cappella; 2002)
- Die Heimat (für gemischten Chor und Klavier; 2002)

Wasser-Zyklus
- 7 Wassertexte aus der Bibel (für gemischten Chor und Streichorchester; 2007)

### Lieder für Solo und Klavier (Auswahl)
Kästner-Zyklus
- 12 Lieder (Text: Erich Kästner) 1981; 1988; 1996

Zeitungszyklus
- Zahlreiche Zeitungsartikel für Solo und Klavier (1984; 1986)
- Zahlenlieder
- 24 Musikalisch-mathematische Rebusse – ein Totentanz. Solo und Klavier; 1995
- Chansonprogramme
- 10 Chansons zum Thema „Liebe, Tod und Trauer“ (Text: Petra Afonin) 2000
- 12 Kompositionen für Singstimme und Klavier (Text: Georg Paulmichl) 2001
- 8 Chansons für „Cellulita, Königin der Nachtcremes“ (Text: Petra Afonin) 2004

Einzelne Lieder
- Hälfte des Lebens (Text: Friedrich Hölderlin; für Bariton, Saxophon und Klavier) 2002
- Die Liebe (Text: Friedrich Hölderlin; für Mezzosopran, Saxophon und Klavier) 2007
- Die Drei (Text: Nikolaus Lenau; für Alt-Solo und Klavier) 1989
- Sagt an, Herr von der Heide (Text: Justinus Kerner; für Alt-Solo und Klavier) 1990

### Melodramen
- Der Rabe (Text: Edgar Allan Poe) 1997
- Die Füße im Feuer (Text: Conrad Ferdinand Meyer; für Rezitator und Klavier) 2003

### Gemischte Instrumental- und Gesangszyklen
- Monatsfugen (12 Fugen für gemischten Chor, Soli und Instrumentalensemble)1996
- Logbuch - Seestücke (19 musikalische Studien zum Thema Meer; für Solo, Chor, Akkordeon und Klavier) 1999; 2000; 2001

### Klavier- und Orgelwerke
- Moleküle (12 Miniaturen für Klavier) 1975
- Passacaglia in h-moll (für Orgel) 1976

### Musikalische Installationen
- 10 654: Signalkette Grafeneck -Zwiefalten; 2003
- Das singende Rohr Remscheid; 2006

## Theaterautorin
- Berta und Marta oder die Schwierigkeiten mit dem hohen ´g´, Tragikomödie mit Musik; Uraufführung Theater Lindenhof Melchingen 1999 (Erster Preis beim Landeswettbewerb für Volkstheaterstücke 2002)
- Tuten und Blasen – eine kleine Philosophie des Scheiterns, Uraufführung Theater Lindenhof Melchingen 2001
- Waidmannsheil – eine kleine Farce, Uraufführung Theater Lindenhof Melchingen 2004 (Zweiter Preis beim Landeswettbewerb für Volkstheaterstücke 2005); 2014 verfilmt von Karl Stefan Röser als Kurzfilm Die tiefe Stimme der Natur (Zweiter Platz beim Sebastian-Blau-Preis 2014)
- Eintagsfliegen 2003, Uraufführung Theater Lindenhof Melchingen 2006
- Poliakoffs Eventkapelle - Schwäbische Philosokomik mit Musik, Uraufführung Theater Lindenhof Melchingen 2008
- Arche Konrad, Uraufführung Theater Lindenhof Melchingen 2012
- Die Windmüller, Uraufführung Theater Lindenhof Melchingen 2017

## Tonträger
- Die offenen Adern – Musikalische Bilder zur Geschichte Lateinamerikas, Trikont-US-0103
- Susanne Hinkelbein – Theatermusiken, Silberburg-Verlag, ISBN 3-87407-292-4
- Woche 10 von Susanne Hinkelbein, Attempto CD 77101